# Hossainpur
Hossainpur è un sottodistretto (upazila) del Bangladesh situato nel distretto di Kishoreganj, divisione di Dacca. Si estende su una superficie di 121,29 km² e conta una popolazione di 183.884  abitanti (censimento 2011).